# Vera Capilé
Vera Lúcia Capilé (Dourados, 20 de março de 1949) é uma cantora, compositora, instrumentista e poetisa brasileira.

## Biografia e carreira
Capilé nasceu em Dourados no ano de 1949. Ela cantou em público pela primeira vez aos cinco anos e, aos 11 anos, começou a aprender acordeão, pois, foi nessa idade que mudou-se para Cuiabá. Sua família era composta por seresteiros, violeiros e músicos da velha guarda.
Capilé cantou em programas da rádio A Voz do Oeste dos 12 aos 15 anos, chegando até a apresentar um programa na emissora. Casou-se aos 19 anos, o que interrompeu precocemente sua carreira musical. Voltou a cantar 23 anos depois, já divorciada, quando lançou o primeiro álbum em 1998, chamado Cuiabá, Um Canto de Amor. Seu segundo álbum, Flor de Laranjeira, foi lançado em 2000.
A cantora já fez shows em vários estados do Brasil e até na França, sempre difundindo a cultura mato-grossesse, o que rendeu-lhe o título de cidadã cuiabana.
Ela é filha de João Augusto Capilé Júnior que foi prefeito de Dourados antes da divisão do estado em Mato Grosso e Mato Grosso do Sul. Em 2021, Capilé lançou o livro De Matto-Grosso a Mato Grosso com relatos do pai sobre a história dele e da família e do estado antes e depois da divisão.